# Platysoma yunnanum
Platysoma yunnanum är en skalbaggsart som först beskrevs av Kryzhanovskij 1972.  Platysoma yunnanum ingår i släktet Platysoma och familjen stumpbaggar. Inga underarter finns listade i Catalogue of Life.